# Rocca di Populonia
La Rocca di Populonia si trova in posizione panoramica nell'omonima frazione di Piombino e domina, da un'altura, il golfo di Baratti, la costa a nord di Piombino e il tratto di mare tra la terraferma e l'arcipelago toscano.

## Storia e descrizione
Situato sull'acropoli dell'antica Pupluna, la rocca rinacque come castello medievale nel Trecento, dopo secoli di abbandono dell'abitato. Le forme attuali mostrano una struttura transitoria, tra l'edilizia medievale e la fortificazione alla moderna di fine del quattrocento: se i lati affacciati sui dirupi della collina vennero dotati tutt'al più di contrafforti, essendo improbabile una cannonatura a tale altitudine, quello rivolto alla strada venne dotato di un mastio semicircolare, dalla solida basa, dotato di feritoie e merlatura ghibellina.

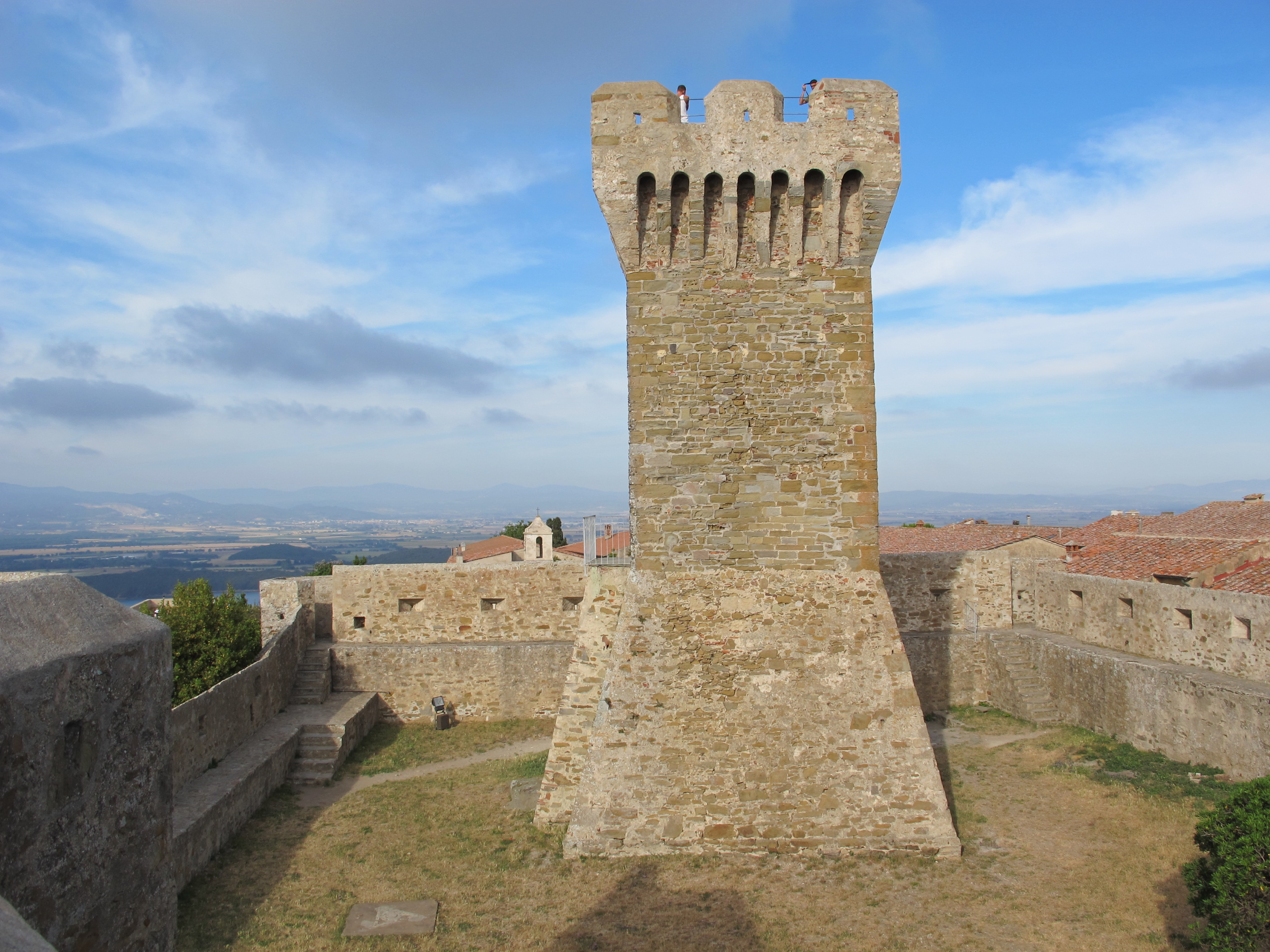
Il cortile e la torretta

Domina il tutto l'alto torrione centrale, a pianta medievale, già mastio della fortezza medievale. Dotato di un'alta scarpatura, presenta una muratura fatta di blocchi irregolari, tranne agli angoli, porta rialzata e una merlatura con quattro elementi sui lati lunghi e tre su quelli corti. Rara per la Toscana è la presenza del doppio sporgente, verso l'interno e verso l'esterno, frequente invece nei castelli scaligeri.
La cinta muraria quattrocentesca ha una pianta rettangolare, vicina al quadrato, con camminamento di ronda e garitte a sporto agli angoli. Più tarda è la muratura semicilindrica del lato sud-ovest, pure dotata di scarpatura e un camminamento più alto degli altri lati. Ha feritoie anche sul lato interno, per difendersi da eventuali nemici che fossero penetrati all'interno.
La rocca è poi congiunta alla muratura del borgo.